# Comuna 11 (Ciudad de Buenos Aires)
La Comuna 11 es una de las 15 unidades administrativas en las que está dividida la ciudad de Buenos Aires (capital de la Argentina), con el fin de facilitar una gestión política y administrativa descentralizada. Está integrada por 4 barrios: Villa General Mitre, Villa Devoto, Villa del Parque y Villa Santa Rita. Está ubicada en el centro-oeste de la ciudad. La sede comunal se encuentra en la avenida Beiró Nº 4680.
Su superficie es de 14,1 km²; su población en 2022 era de 203.491 habitantes.
Los ciudadanos que la habitan votan a los 7 miembros de la Junta Comunal, los cuales integran un Órgano Colegiado que ejerce funciones durante 4 años, luego de los cuales deberán abstenerse de presentarse nuevamente por un ciclo de 4 años, renovándose así cada dicho periodo la totalidad de sus miembros.

## Creación
Esta comuna fue establecida en el año 1996, al sancionarse la constitución de la ciudad de Buenos Aires. Jurídicamente fue reglamentada mediante la ley N° 1777, denominada “Ley Orgánica de Comunas”, sancionada por la Legislatura de la Ciudad de Buenos Aires el 1 de septiembre de 2005, promulgada por el decreto N° 1518 del 4 de octubre del mismo año y publicada 3 días después en el Boletín Oficial de la Ciudad Autónoma de Buenos Aires N° 2292. Sus límites fueron fijados en el año 2008 por medio de la ley N° 2650.

## Demografía
| Población Histórica de la COMUNA 11 de la Ciudad Autónoma de Buenos Aires | Población Histórica de la COMUNA 11 de la Ciudad Autónoma de Buenos Aires | Población Histórica de la COMUNA 11 de la Ciudad Autónoma de Buenos Aires | Población Histórica de la COMUNA 11 de la Ciudad Autónoma de Buenos Aires |
| Año                                                                       | Habitantes                                                                | Censo de Población                                                        | Refer.                                                                    |
| ------------------------------------------------------------------------- | ------------------------------------------------------------------------- | ------------------------------------------------------------------------- | ------------------------------------------------------------------------- |
| 1991                                                                      | 199 049                                                                   | Censo argentino de 1991                                                   | [ 10 ]                                                                    |
| 2001                                                                      | 189 666                                                                   | Censo argentino de 2001                                                   | [ 10 ]                                                                    |
| 2010                                                                      | 189 832                                                                   | Censo argentino de 2010                                                   | [ 10 ]                                                                    |
| 2022                                                                      | 203 491                                                                   | Censo argentino de 2022                                                   | [ 2 ]                                                                     |

| Población Histórica de los BARRIOS de la COMUNA 11 de la Ciudad Autónoma de Buenos Aires (CABA) | Población Histórica de los BARRIOS de la COMUNA 11 de la Ciudad Autónoma de Buenos Aires (CABA) | Población Histórica de los BARRIOS de la COMUNA 11 de la Ciudad Autónoma de Buenos Aires (CABA) | Población Histórica de los BARRIOS de la COMUNA 11 de la Ciudad Autónoma de Buenos Aires (CABA) | Población Histórica de los BARRIOS de la COMUNA 11 de la Ciudad Autónoma de Buenos Aires (CABA) | Población Histórica de los BARRIOS de la COMUNA 11 de la Ciudad Autónoma de Buenos Aires (CABA) |
| Puesto                                                                                          | Barrio                                                                                          | Censo 1991                                                                                      | Censo 2001                                                                                      | Censo 2010                                                                                      | Censo 2022                                                                                      |
| ----------------------------------------------------------------------------------------------- | ----------------------------------------------------------------------------------------------- | ----------------------------------------------------------------------------------------------- | ----------------------------------------------------------------------------------------------- | ----------------------------------------------------------------------------------------------- | ----------------------------------------------------------------------------------------------- |
| 1°                                                                                              | Villa General Mitre                                                                             | 35 164                                                                                          | 34 204                                                                                          | 66 521                                                                                          | Sin cambios                                                                                     |
| 2°                                                                                              | Villa Devoto                                                                                    | 71 518                                                                                          | 67 712                                                                                          | 55 273                                                                                          | Sin cambios                                                                                     |
| 3°                                                                                              | Villa Santa Rita                                                                                | 32 649                                                                                          | 32 248                                                                                          | 34 713                                                                                          | Sin cambios                                                                                     |
| 4°                                                                                              | Villa del Parque                                                                                | 59 718                                                                                          | 55 502                                                                                          | 33 325                                                                                          | Sin cambios                                                                                     |
| TOTAL                                                                                           | COMUNA 11                                                                                       | 199 049                                                                                         | 189 666                                                                                         | 189 832                                                                                         | 203 491                                                                                         |

## Junta Comunal

### Composición 2023-2027
| Comuneros | Comuneros | Comuneros                  | Alianza | Alianza              |
| --------- | --------- | -------------------------- | ------- | -------------------- |
|           | CP        | Nicolás Ezequiel Mainieri  |         | Juntos por el Cambio |
|           | UCR       | Fabiana Noemí Satriano     |         | Juntos por el Cambio |
|           | PRO       | Daniel Oscar Saint Hilaire |         | Juntos por el Cambio |
|           | PRO       | Antonella Guzzini          |         | Juntos por el Cambio |
|           | PJ        | Gastón Ezequiel Fernández  |         | Unión por la Patria  |
|           | PJ        | Malena Eva Rotondo         |         | Unión por la Patria  |
|           | MID       | Carlos Alberto Buletti     |         | La Libertad Avanza   |

### Presidentes de la Junta Comunal
| N.º | Presidente             | Partido | Partido               | Alianza               | Período                                           |
| --- | ---------------------- | ------- | --------------------- | --------------------- | ------------------------------------------------- |
| 1   | Carlos Alberto Guzzini |         | Propuesta Republicana | Propuesta Republicana | 10 de diciembre de 2011 - 10 de diciembre de 2015 |
| 2   | Carlos Alberto Guzzini |         | Propuesta Republicana | Unión PRO             | 10 de diciembre de 2015 - 10 de diciembre de 2019 |
| 3   | Nicolás Mainieri       |         | Confianza Pública     | Juntos por el Cambio  | 10 de diciembre de 2019 - 10 de diciembre de 2023 |
| 4   | Nicolás Mainieri       |         | Confianza Pública     | Juntos por el Cambio  | 10 de diciembre de 2023 - En el cargo             |

## Límites
La comuna 11 limita por el oeste con la provincia de Buenos Aires, por el sur con las comunas 10 y 7, por el este con la comuna 6 y por el norte con las comunas 15 y 12.
Los límites de esta comuna son: 
- Av. Gaona,
- Av. Tte. Gral. Donato Álvarez,
- Av. Juan B. Justo,
- Av. San Martín,
- Av. Álvarez Jonte,
- Gavilán,
- Arregui,
- Av. San Martín,
- Gutenberg,
- Campana,
- vías del ex FF.CC. Gral. Mitre (ramal Suárez),
- Av. Gral. Paz (deslinde capital-provincia),
- Av. Lope de Vega,
- Baigorria,
- Joaquín V. González.